# إيرنيستو كريستالدو
إيرنيستو كريستالدو (بالإسبانية: Ernesto Cristaldo)‏ (16 مارس 1984 أسونسيون باراغواي - ) هو لاعب كرة قدم باراغواياني، يلعب كلاعب وسط.

## روابط خارجية
- إيرنيستو كريستالدو على موقع الاتحاد الدولي (مؤرشف)  (الإنجليزية)
- إيرنيستو كريستالدو على موقع إي إس بي إن إف سي (الإنجليزية)
- إيرنيستو كريستالدو على موقع قاعدة بيانات كرة القدم.إي يو (الإنجليزية)
- إيرنيستو كريستالدو على موقع ناشيونال فوتبول تيمز (الإنجليزية)
- إيرنيستو كريستالدو على موقع Soccerway.com (الإنجليزية)
- إيرنيستو كريستالدو على موقع أوليمبيديا (الإنجليزية)